# Augne
Augne (tiếng Occitan: Ònha) là một xã của tỉnh Haute-Vienne, thuộc vùng Nouvelle-Aquitaine, miền trung nước Pháp.